# Scomber
Scomber è un genere di pesci ossei marini appartenenti alla famiglia Scombridae.

## Distribuzione e habitat

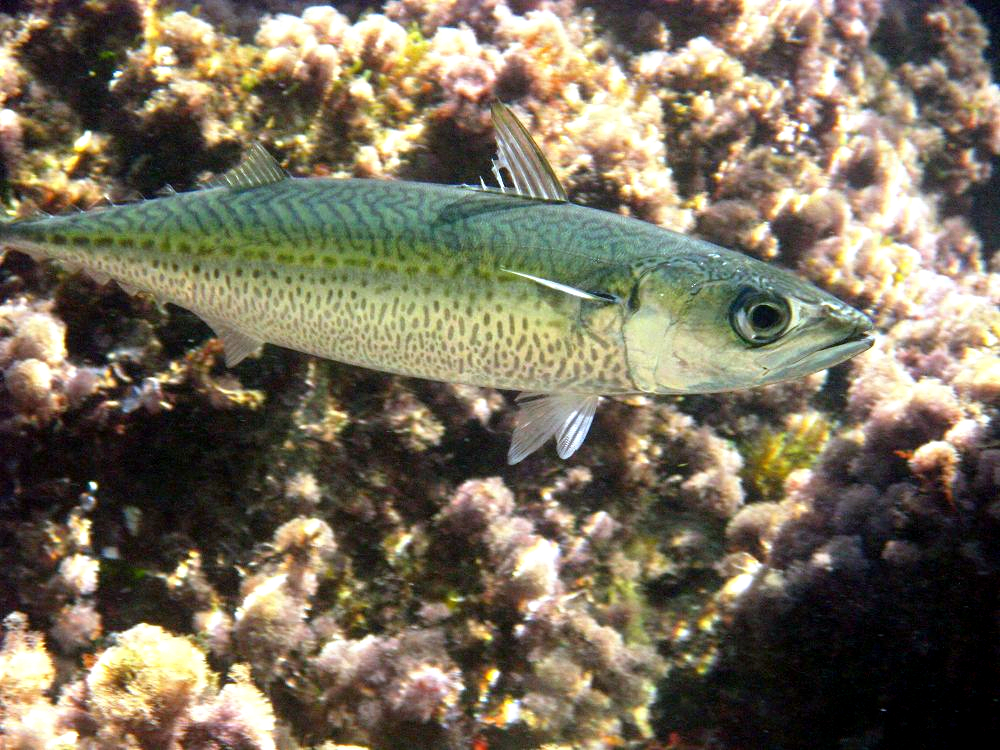
Scomber colias

Le specie di questo genere sono diffuse in tutti i mari e gli oceani, sia tropicali che temperati e freddi; S. scombrus si incontra oltre il Circolo polare Artico. Nel mar Mediterraneo sono presenti due specie: S. scombrus e S. colias.
Hanno abitudini pelagiche e si incontrano di solito in alto mare anche se in certe stagioni sono presenti sottocosta.

## Descrizione
Presentano un corpo allungato, fortemente idrodinamico, muscoloso e scattante. Gli occhi sono grandi, la testa è allungata, con una grande bocca provvista di denti. Presentano due pinne dorsali, triangolari, e lungo il peduncolo caudale alcune pinnette stabilizzatrici. La livrea vede un fondo azzurro-verde, con dorso più scuro, solitamente screziato di nero, e ventre bianco argenteo.

## Pesca
Tutte le specie sono oggetto di pesca commerciale soprattutto con reti da circuizione. La specie S. scombrus è molto importante per le marinerie del Nord Atlantico.

## Specie
- Scomber australasicus
- Scomber colias
- Scomber japonicus
- Scomber scombrus[1]